# Einar Beskow (bankman)
Einar Gustaf Bernhard Beskow, född 25 februari 1890 i Stockholm, död 30 april 1968 i Skanör, var en svensk bankman.
Einar Beskow var son till hovpredikanten Fritz Beskow. Efter studentexamen 1908 genomgick han 1909 Göteborgs handelsinstitut och fick därefter anställning vid Bankaktiebolaget Stockholm-Öfre Norrland där han arbetade till 1911. Beskow var 1912–1914 anställd vid Direction der Disconto-Gesellschaft i Berlin och kom som utländsk korrespondent till Norrlandsbanken 1914 och övergick 1917 till Stockholms Handelsbank där han blev föreståndare för den utländska korrespondensavdelningen. Beskow övergick 1917 som kamrer till Norrköpings enskilda bank, blev 1919 kassadirektör och suppleant i styrelsen samt 1921 styrelseledamot i samma bank. När Norrköpings enskilda bank 1927 gick samman med Östgöta Enskilda Bank blev Beskow VD för bankens kontor i Norrköping och suppleant i centralstyrelsen. 1933 blev han styrelseledamot och VD för Östgöta Enskilda Bank. 1937 blev han i stället VD för Skånska banken och 1938 styrelseledamot i banken. Beskow var även styrelseordförande i Gusums bruks och fabriks AB och ledamot av Skånes handelskammares arbetsutskott. Han blev riddare av Vasaorden 1936 och av Nordstjärneorden 1945 samt kommendör av Vasaorden 1953.